# Ana Paula Alves Ribeiro
Ana Paula Alves Ribeiro é uma cientista social, Professora universitária e Pesquisadora Negra Brasileira. Atua nas áreas de antropologia urbana, cultura afro-brasileira, estudos visuais e educação. É professora adjunta da Faculdade de Educação da Baixada Fluminense (FEBF) da Universidade do Estado do Rio de Janeiro (UERJ) e professora permanente do Programa de Pós-Graduação em Cultura e Territorialidades (PPCULT), da Universidade Federal Fluminense (UFF). Também atua como diretora do Centro de Tecnologia Educacional na UERJ.

## Atuação acadêmica e profissional
Ribeiro é Professora adjunta do Departamento de Formação de Professores da FEBF/UERJ. Também integra o corpo docente do Programa de Pós-Graduação em Cultura e Territorialidades (PPCULT) da UFF, onde atua em pesquisas interdisciplinares sobre cultura, cidade e populações afrodescendentes.
É coordenadora do programa de extensão Museu Afrodigital Rio de Janeiro, vinculado ao Departamento Cultural da Pró-Reitoria de Extensão da UERJ (Decult/PR-3/UERJ). Também coordena o Laboratório de Experimentações Artísticas e Reflexões Criativas sobre Cidades, Saúde e Educação (LEARCC), um espaço interdisciplinar que reúne pesquisadores da FEBF/UERJ e do Instituto Fernandes Figueira (FIOCRUZ).
Integra o Núcleo de Estudos Afro-brasileiros (NEAB/UERJ), desenvolvendo atividades de pesquisa, extensão e docência com foco em relações étnico-raciais, educação e memória afrodescendente.